# Erythmelus spinozai
Erythmelus spinozai är en stekelart som först beskrevs av Girault 1913.  Erythmelus spinozai ingår i släktet Erythmelus och familjen dvärgsteklar. Inga underarter finns listade i Catalogue of Life.